# Siekiera, motyka

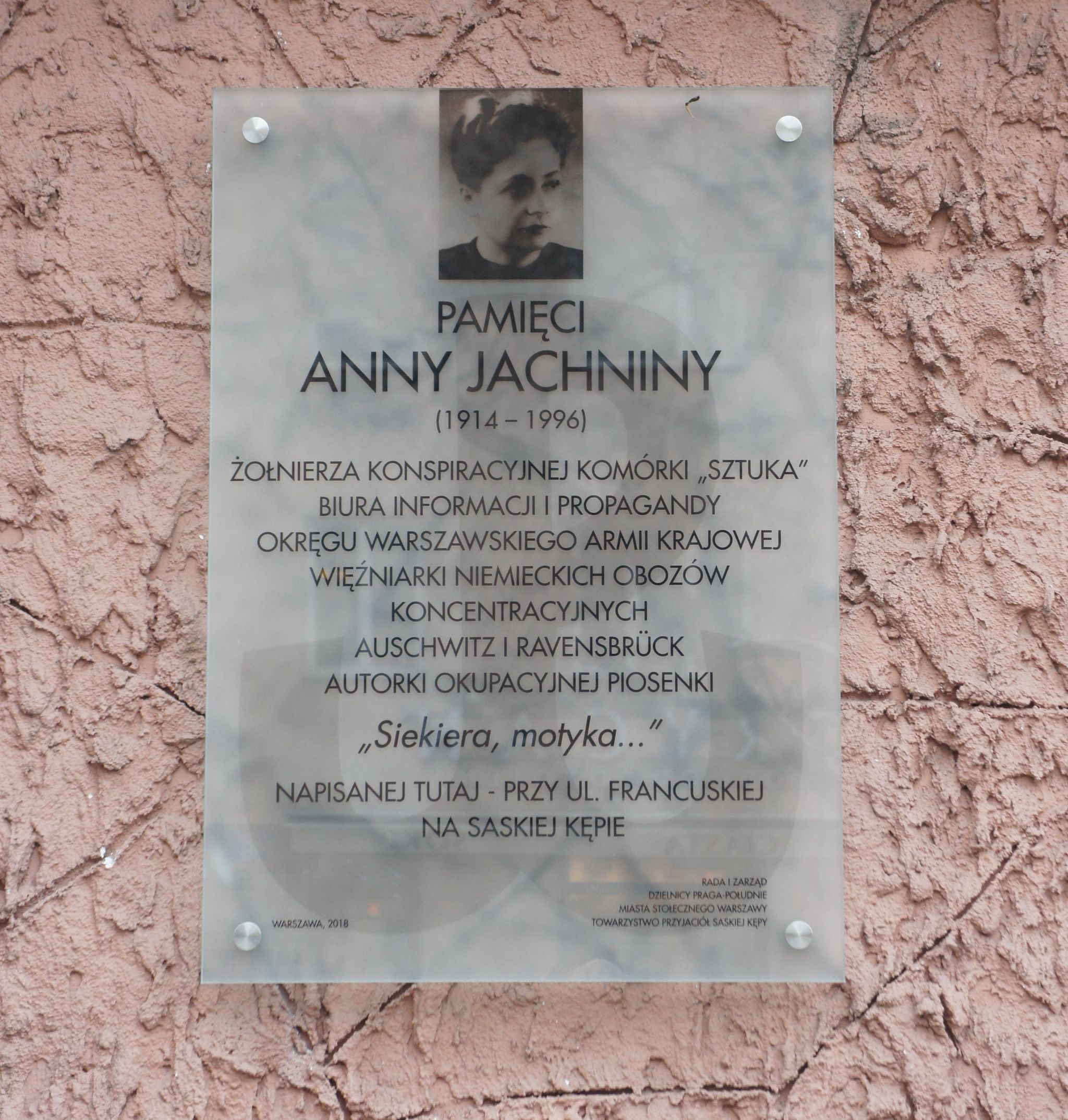
Anna Jachnina, autorka písně

Siekiera, motyka je oblíbená polská píseň z dob druhé světové války, která se stala symbolem odporu německé okupace Varšavy a posléze i celého Polska. Text písně složila v roce 1942 Anna Jachina, která působila v zemské armádě. Rok poté byla píseň ve Varšavě ilegálně zveřejněna jako součást sbírky, která vyšla pod názvem Posłuchajcie ludzie. Dílo si rychle získalo uznání Varšavanů a začalo se masivně šířit, na což nacisti reagovali jeho zákazem, přičemž šíření písně bylo přísně trestáno. Píseň má přibližovat život Poláků ve Varšavě během okupace, proto se v ní zpívá o náletech, zatýkání nepohodlných lidí na ulici (viz łapanka) a koncentračním táboře.

## Text
| Polsky | Česky |
| --- | --- |
| Siekiera, motyka, bimber, szklanka, W nocy nalot, w dzień łapanka, Siekiera, motyka, światło, prąd, Kiedy oni pójdą stąd?   | Sekera, motyka, pálenka, sklenka, V noci nálet, ve dne lapanka, Sekera, motyka, světlo, proud, Kdy už vypadnou?        |
| Siekiera, motyka, tramwaj, buda, Każdy zwiewa, gdzie się uda. Siekiera, motyka, igła, nić, Już nie mamy gdzie się skryć.    | Sekera, motyka, tramvaj, bouda, Každý utíká, kam může. Sekera, motyka, jehla, nit. Už se není kam schovat.             |
| Już nie mamy gdzie się skryć, Szwaby nam nie dają żyć. Ich kultura nie zabrania Robić takie polowania.                      | Už se nemí kam schovat, Němci nás nenechají žít. Jejich kultura jim nezakazuje Dělat taková zvěrstva.                  |
| Siekiera, motyka, piłka, linka, Tu Oświęcim, tam Treblinka. Siekiera, motyka, światło, prąd, Drałuj, draniu, wreszcie stąd. | Sekera, motyka, pilka, provaz, Tu je Osvětim, tam Treblinka. Sekera, motyka, světlo, proud. Vypadni odtud, parchante.  |
| Siekiera, motyka, styczeń, luty, Hitler z Ducem gubią buty, Siekiera, motyka, linka, drut, Już pan malarz jest kaput.       | Sekera, motyka, leden, únor, Hitler s Ducem berou nohy na ramena, Sekera, motyka, provaz, drát, Pan malíř už je kaput. |
| Po ulicach gonią wciąż, Patrzą, kogo jeszcze wziąć. Im kultura nie zabrania Po ulicach polowania.                           | Neustále chytají na ulicích, Hledají, koho ještě sebrat. Jejich kultura jim nezakazuje Dělat taková zvěrstva.          |
| Siekiera, motyka, piłka, alasz, Przegrał wojnę głupi malarz. Siekiera, motyka, piłka, nóż, Przegrał wojnę już, już, już.    | Sekera, motyka, pilka, alaš, Prohrál válku hloupý malíř. Sekera, motyka, míček, nůž, Už, už, už prohrál válku.         |